# عملية محطة الحافلات جيها
عملية محطة الحافلات جيها عملية انتقامية استشهادية فدائية وقعت في 25 ديسمبر 2003 على محطة للحافلات على مفترق طرق قرب بلدة بتاح تكفا شمال شرق تل أبيب، إسرائيل. قتل أربعة أشخاص في الهجوم وجرح 16. أعلنت الجبهة الشعبية لتحرير فلسطين مسؤوليتها عن الهجوم.

## العملية
في حوالي الساعة 6:30 من مساء يوم 25 ديسمبر 2003، قام فدائي من أنصار الجبهة الفلسطينية بتفجير عبوة ناسفة بالقرب من محطة للحافلات في تقاطع جها. قُتل ثلاثة جنود إسرائيليين وامرأة تبلغ من العمر 19 عامًا في الهجوم وأصيب 16 آخرون. قُتل اثنان على الفور وتوفي ثالث في طريقه إلى المستشفى. توفي المستوطن الرابع في المستشفى بعد عدة ساعات.

### قتلى العملية
- أدفا تسيبورا فيشر، 19 عامًا، من كفار سابا [4]
- العريف. روتيم وينبرجر، 19 عامًا، من كفار سابا [5]
- الرقيب أول نعوم ليبوفيتش، 22 عامًا، من الكانا [6]
- العريف. أنجلينا ششيروف، 19 عامًا، من كفار سابا [7]

## المسؤول
أعلنت الجبهة الشعبية لتحرير فلسطين مسؤوليتها عن الهجوم وذكرت أن الفدائي كان سعيد حناني، 18 عامًا، من بيت فوريك، وهي قرية في الضفة الغربية. وجاء الهجوم بعد وقت قصير من قتل المروحيات الإسرائيلية لقائد الجهاد الإسلامي وأربعة فلسطينيين آخرين في غزة.

## روابط خارجية
- مقتل أربعة أشخاص في تفجير انتحاري في محطة للحافلات خارج تل أبيب[وصلة مكسورة] - نُشر في جريدة ميلووكي جورنال في 26 ديسمبر 2003